# Casa-forte de Guaraíras
A Casa-forte de Guaraíras, também denominada como Fortim da ilha do Flamengo,  localizava-se na ilha de Guaraíras (ou ilha do Flamengo) na barra do rio Guaraíras, atual município de Arez, no litoral do estado brasileiro do Rio Grande do Norte.

## História
A região da foz do rio Guaraíras constituía-se em um importante centro produtor de mandioca, feijão, milho e gado no século XVII. No contexto da segunda das Invasões holandesas do Brasil (1630-1654), aí foi erguida uma Casa-forte, pelas forças neerlandesas que controlaram a Capitania do Rio Grande do Norte a partir do final de 1633.
Estrutura de campanha, provavelmente de faxina e terra, estava cercada por uma dupla trincheira e guarnecida por um destacamento de quarenta homens, além de indígenas aliados e de escravos africanos.
Foi assaltada na noite de 5 para 6 de janeiro de 1648 pelas forças do Mestre-de-Campo Henrique Dias (16??-1662), que a conquistaram após vinte e duas horas de combate, massacrando os seus ocupantes, sepultados na própria ilha.
O episódio encontra-se descrito nas crônicas de Frei Rafael de Jesus e de Diogo Lopes Santiago. Este último registra:
"Sendo informado Henrique Dias que em um sítio que chamam as Guaraíras, que dista 6 léguas de Cunhaú para o Rio Grande, tinha o inimigo um meio reduto ou casa-forte em uma linha cercada com uma lagoa grande, funda e larga, donde tinham soldados de guarnição e havia muitos índios e negros de Angola com que faziam suas lavouras, determinou de investir esta casa-forte e degolar os que dentro estavam e aproveitar-se da presa que havia.
Tanto que chegaram à lagoa, viram que estava o meio reduto cercado com duas trincheiras bem fortes e tiveram por informações que estavam em sua defesa 40 flamengos, exceto os índios, e como vê, Henrique Dias que estava tão fortificado e cercado com àquela lagoa, determinou de tomar por armas a casa-forte e ordenando as coisas necessárias e posta em ordem sua gente, foram seus soldados passando com água pela cintura e sendo sentidos dos flamengos se prepararam para defesa. Cometeu a gente com grande valor e ânimo, dando muitas surriadas de mosquetaria, mas com muito risco e trabalho, porque disparavam as armas uns sobre os ombros dos outros, por causa da água e houve de parte a parte uma travada pendência, que durou do princípio até a meia-noite, defendendo-se o inimigo com muito valor, dando muita surriadas de mosquetaria e os índios disparando muitas flechas nos nossos, aos quais grandemente seu governador Henrique Dias.
Chegando à primeira trincheira a foram desfazendo com facões e traçados e ao fim a ganharam, e querendo também apoderar-se da segunda, se começou de novo a travar uma renhida e arriscada peleja, porém, apesar do inimigo que bravamente pugnava para defender, a romperam e entraram, e o primeiro que nela entrou foi o capitão André Alves, preto, com outros capitães e soldados que nela foram entrando.
Tanto que a capitão dos flamengos viu entrada da segunda trincheira e quase ganha à casa-forte, por não experimentar o rigor dos nossos que estavam iracundos pela muita e grande resistência que houve e gente que eles mataram e feriram, se acolheu com cinco ou seis flamengos em uma canoa pela lagoa.
Os nossos apertando mais com o inimigo, lhes ganharam o meio reduto ou casa-forte, sem darem quartel a ninguém. Puseram à espada todos os flamengos e índios e como era de noite, com a fúria com que iam, sem advertirem, mataram alguns escravos que nela havia, tomando muita pilhagem e não de pouca consideração. Nessa pendência, nos mataram três soldados e um pardo e feriram muitos. Dos inimigos só escaparam cinco ou seis, como dissemos, na canoa. Os outros foram mortos com os índios que puderam colher."
Em nossos dias, a acesso à ilha ainda é feito por canoas, a partir do sítio de Patané. Subsistem no local vestígios das antigas muralhas. Na parte mais elevada da ilha, também em nossos dias, foi erguido um cruzeiro em memória dos mortos naquele combate. Uma peça da artilharia da antiga fortificação encontra-se em exposição na Praça Cívica Leônidas de Paula em Arez.